# Новицький Василь Васильович
Василь Новицький (1863 — 8 квітня 1911) — російський політичний і державний діяч, Таврійський губернатор, дійсний статський радник.

## Біографія
Василь Васильович Новицький народився 1863 року в селі Скосарівці Ананьївського повіту Херсонської губернії.
У 1882 році вступив до Санкт-Петербурзького університету на фізико-математичний факультет. На першому курсі ухвалив рішення пов'язати свою подальшу долю з юриспруденцією та написав заяву про переведення на юридичний факультет.
У 1886 році після закінчення юридичного факультету розпочав службу у відомстві Міністерства юстиції при прокурорі Одеської судової палати, потім служив помічником секретаря Одеського окружного суду. У 1888 році Ананьївськими повітовими земськими зборами Херсонської губернії обраний у мирові судді.
У 1895 році перевівся до прокуратури і проходив службу на різних прокурорських посадах. В 1902 призначений на посаду прокурора Сімферопольського окружного суду, в якому служив до 11 листопада 1905 року. Потім наказом було переведено до Одеси для керівництва прокуратурою Одеського окружного суду, проте туди так і не виїхав, бо незабаром (23.12.1905) Микола II дав згоду на призначення Новицького виправляти обов'язки Таврійського губернатора, а 13 січня 1906 року він був затверджений у цьому. статусі.
За словами В. Оболенського, не мав чітко визначених політичних поглядів, проте після подій революції 1905 приєднався до Союзу російського народу.
Помер 8 квітня 1911 року у Сімферополі . Похований у селищі Шабалинів Чернігівської губернії.

## Сім'я
1891 року одружився з Варварою Миколаївною (уродженою Полторацькою) (1871—після 1911). Їх діти:
- Варвара (нар. 3 лютого 1892 р.)
- Юлія (нар. 13 квітня 1893 р.)

## Нагороди
Російські:
- Орден Святої Анни 3 ст. з мечами (1899);
- Орден Святої Анни 2 ст. з мечами (1903);
- Орден Святого Володимира 4 ст. з мечами (1905).

Іноземні:
- Бухарський Орден Золотої зірки з діамантами (1911).